# Enterócito
Enterócito é um tipo de célula epitelial da camada superficial do intestino delgado e intestino grosso. Estas células podem quebrar moléculas e movê-las para dentro dos tecidos.
A glicose, vinda da luz intestinal, cruza a membrana apical do enterócito usando o transportador de glicose dependente de Na+; se movimenta através do citosol e sai do enterócito através da membrana basolateral (em direção aos capilares sanguíneos) usando o GLUT-2. A galactose utiliza o mesmo sistema de transporte.
A frutose, por sua vez, cruza a membrana apical do enterócito usando o GLUT-5.

## Significado clínico
Intolerância à frutose na dieta ocorre quando há uma deficiência na quantidade de portador de frutose.
A intolerância à lactose é o problema mais comum de digestão de carboidratos e ocorre quando o corpo humano não produz uma quantidade suficiente de enzima lactase (uma dissacaridose) para quebrar a lactose do açúcar encontrada em laticínios. Como resultado desta deficiência, a lactose não digerida não é absorvida e é passada para o cólon. Há bactérias metabolizar a lactose e ao fazê-lo liberar gás e produtos metabólicos que aumentam a motilidade do cólon. Isso causa gases e outros sintomas desconfortáveis.
Toxinas como a toxina da cólera podem aumentar a secreção ou diminuir a ingestão de água e eletrólitos, levando possivelmente a desidratação desidratação e desequilíbrio eletrolítico. Rotavirus seletivamente invade e mata enterócitos maduros no intestino delgado.